# John George
John George, nato Tufei Fatella (in arabo: جون جورج) (Aleppo, 20 gennaio 1898 – Los Angeles, 25 agosto 1968), è stato un attore siriano naturalizzato statunitense.

## Filmografia parziale
- Bobbie of the Ballet, regia di Joe De Grasse (1916) - non accreditato
- Orchidea nera (Black Orchids), regia di Rex Ingram (1917)
- Daredevil Jack, regia di W. S. Van Dyke (1920) - serial
- Scaramouche, regia di Rex Ingram (1923)
- Don Giovanni e Lucrezia Borgia (Don Juan), regia di Alan Crosland (1926) - non accreditato
- Lo sconosciuto (The Unknown), regia di Tod Browning (1927)
- The Night of Love, regia di George Fitzmaurice (1927)
- Gli uomini della notte (Outside the Law), regia di Tod Browning (1930)
- Nel paese delle meraviglie (Babes in Toyland), regia di Gus Meins e Charley Rogers (1934) - non accreditato
- The Devil's Playground, regia di George Archainbaud (1946)